# Dendrelaphis humayuni
Espèce
Dendrelaphis humayuni est une espèce de serpents de la famille des Colubridae.

## Répartition
Cette espèce est endémique des îles Nicobar en Inde.

## Description
Dendrelaphis humayuni est un serpent arboricole diurne.

## Publication originale
- Tiwari & Biswas, 1973 : Two new reptiles from the great Nicobar Islands. Journal of the Zoological Society of India, vol. 25, p. 57-63.